# Cugir
Cugir (rumænsk udtale kuˈd͡ʒir; tysk: Kudsir, Kudschir, ungarn: Kudzsir) er en by i distriktet Alba i Rumænien. Den blev erklæret som by i 1968 og administrerer syv landsbyer: Bocșitura, Bucuru , Călene , Fețeni, Goașele , Mugești, og Vinerea.
Byen har 19.473 (2021) indbyggere.

## Geografi
Byen er den centrale bebyggelse i Breadfield-regionen og ligger på bredden af Cugir-floden, ved sammenløbet af Râul Mare og Râul Mic. Den ligger 300 moh., ved foden af Șureanu-bjergene.
Cugir ligger i den sydvestlige del af distriktet Alba, ca. 31 km fra Sebeș og 37 km fra Alba Iulia, distriktets hovedby. Den ligger ved grænsen til distriktet Hunedoara, 17 km fra Orăştie og 41 km fra Deva.